# District de Karatal
Le district de Karatal (en kazakh : Қаратал ауданы) est une subdivision administrative située dans l'oblys de Jetyssou au Kazakhstan. Le chef-lieu est Ouchtobe.

## Géographie
Le district s'étend sur 24 200 km2 dans le sud-est du pays et est bordé par le lac Balkhach au nord.

## Histoire
Le district faisait partie de l'oblys d'Almaty avant le 8 juin 2022, date à laquelle a été créé l'oblys de Jetyssou.

## Démographie
La population s'élevait à 47 760 habitants en 2013.